# Abd al-Qadir Maraghi
Abd al-Qadir al-Maraghi (bin Ghaybi) (arabisch عبد القادر المراغى, DMG ʿAbd al-Qādir al-Marāġī, auch persisch عبد القادر مراغه اى, DMG ʿAbdolqāder-e Marāġe’ī, geb. um 1350 in Maragha; gest. 1435 in Samarkand) war ein persischer Musiker und Musiktheoretiker.
Abd al-Qadir lebte zunächst in Herat und wurde Musiker am Hof des von 1374 bis 1382 regierenden Dschalairidenherrschers Hussain in Bagdad, nachdem eine 1379 von Hussain, der zu dieser Zeit in Tabriz war, bei ihm bestellte Komposition aufgeführt und preisgekrönt worden war. Unter Scheich Hussains Nachfolger Sultan Ahmad stieg er zum Leiter der Hofmusiker auf. Als Timur Bagdad 1393 eroberte, wurde er von ihm nach Samarkand mitgenommen. Ab 1399 stand er im Dienst von dessen Sohn Miran Schah in Täbris. Timur macht ihn mitverantwortlich für das exzentrische Verhalten seines Sohnes und beabsichtigte, ihn in Haft zu nehmen. Abd al-Qadir gelang jedoch die Flucht und er kehrte an den Hof Ahmads nach Bagdad zurück. 1401 eroberte Timur Bagdad abermals und nahm ihn erneut mit zurück nach Samarkand. Unter Timurs Sohn Schāh Ruch wurde er hier zu einem angesehenen Höfling.
Im Jahr 1405 verfasste er als Theoretiker in der Tradition von Safi ad-Din al-Urmawi eine bedeutende Abhandlung über Musik, die auch mithilfe eines von ihm entwickelten Systems aus Buchstaben und Ziffern notierte Melodien enthält, unter dem Titel arabisch جامع الالحان, DMG Ǧāmi‘ al-alḥān ‚Kompendium der Melodien‘, die er später überarbeitete und dem Sultan Schāh Ruch widmete. Sein zweites großes Werk entstand unter dem Titel arabisch مقاصد الالحان, DMG Maqāṣid al-alḥān ‚Intentionen der Melodien‘; dieses widmete er dem osmanischen Sultan Murad II.
In seinen musiktheoretischen Schriften klassifiziert er die seinerzeit bestehenden tonalen Modi (Zwölf maqāmāt, sechs āvāz-hā) und grundlegenden Melodien (24 scho‘behs, 48 guschehs) – entsprechend den späteren Dastgāh-hā und Guscheh-hā.
Das Buch mit dem Titel arabisch كنز الالحان, DMG Kanz al-alḥān ‚Der Schatz der Melodien‘, das seine Kompositionen enthielt, ist nicht erhalten. Seine letzte große Schrift, arabisch شرح الادوار, DMG Šarḥ al-adwār ‚Beschreibung der [rhythmischen] Zyklen‘, befindet sich im Besitz der Bibliothek der Nuruosmaniye-Moschee. In seinen Schriften überlieferte er Verse in zahlreichen Sprachen und Dialekten seiner Region, die auch Einblicke in die Entwicklung der regionalen Dialekte in Iran bieten.

## Werke von Abd al-Qadir al-Maraghi
- Kompendium der Melodien (1405)
- Intentionen der Melodien (1418)
- Der Schatz der Melodien (nicht erhalten)
- Beschreibung der rhythmischen Zyklen